# 威爾斯鄉村委員會
威爾斯鄉村委員會是威爾斯議會屬下的機構，負責威爾斯的野生動物保育、自然景觀保護以及威爾斯的鄉村准入權。
威爾斯鄉村委員會於2013年4月1日與威爾斯林業委員會和威爾斯環境局合併，成立威爾斯自然資源局，這是一個管理威爾斯環境和自然資源的單一機構。
威爾斯鄉村委員會負責維護威爾斯及其沿海的環境和景觀，將其視為自然和文化財富的來源、經濟和社會活動的基礎以及休閒和學習的場所。它的目標是“讓環境成為威爾斯每個人生活的重要組成部分”。